# Парафії Лондонської єпархії Пресвятої Родини

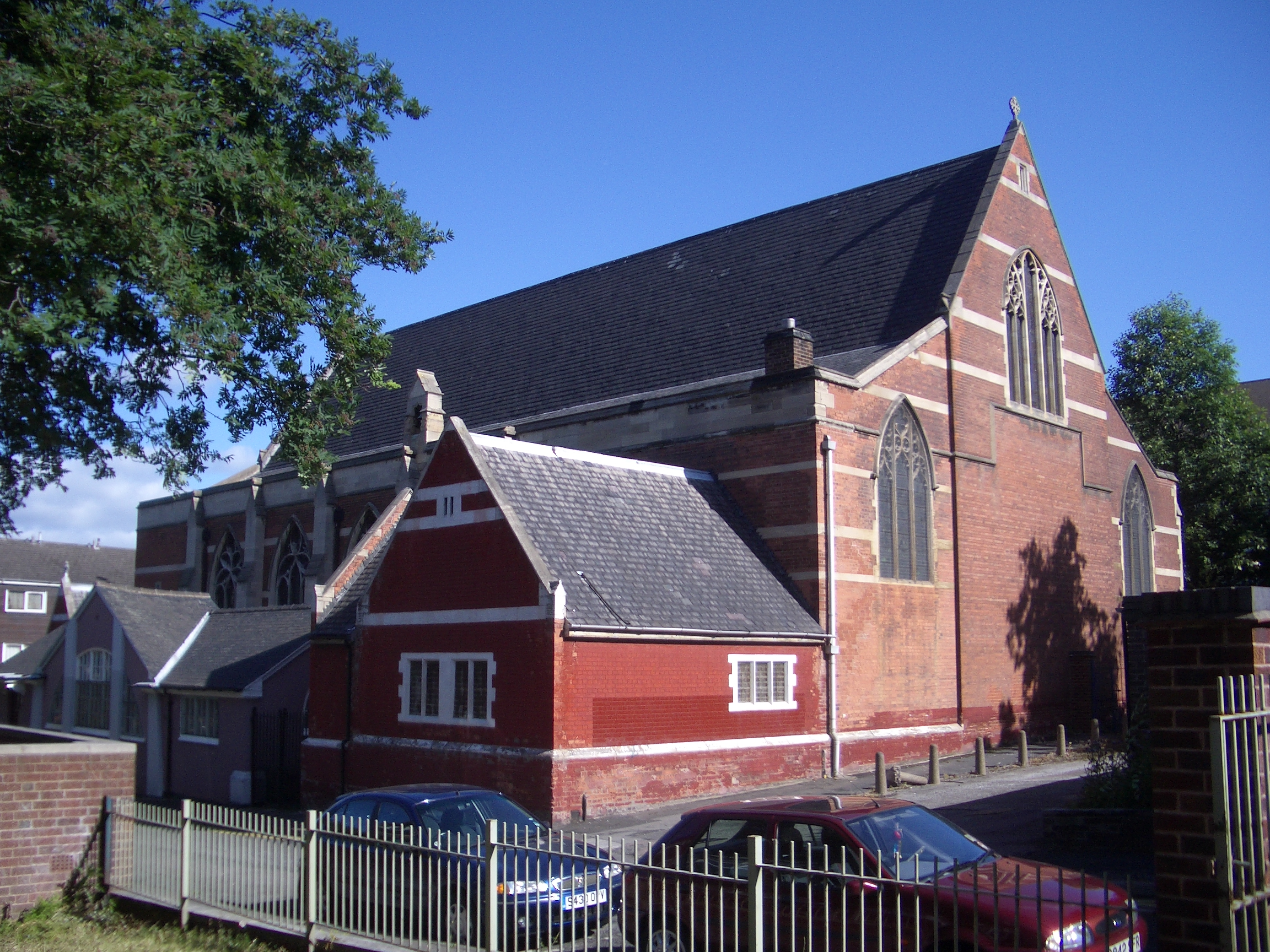
Українська католицька церква Богоматері Неустанної Помочі та святого Албана, Бонд Стріт, Снейнтон

Ось список парафіяльних церков Лондонської єпархії Пресвятої Родини для українців:
Примітка: багато українських католицьких місцевих громад ділять будинки з вірними латинського обряду.
§ вказує на постійно проживаючого українського католицького священнослужителя.

## Англія

### Південь
- Лондон : Український католицький собор Пресвятої Родини в екзилі, Мейфер §[1]
- Бедфорд : Українська Греко-Католицька Церква Святого Йосафата, 52 Йорк Стріт (обслуговується з Пітерборо )
- Брістоль : Сент-Мері на набережній, Колстон-авеню (подається з Глостера )
- Глостер : Українська Католицька Церква Добрий Пастир, Дербі Роуд §

### Мідлендс
- Бірмінгем : Церква Св. Катерини Сієнської[en], Брістоль-стріт (подається з Вулвергемптона)
- Ковентрі : Святий Володимир Великий, Броуд-стріт §
- Дербі : Українська Католицька Церква Святого Михаїла, Dairyhouse Road
- Лестер : Українська Католицька Церква Вознесіння Господнього
- Ноттінгем : Богородиця вічної помочі та Українська католицька церква святого Альбана, Бонд Стріт, Снейнтон §
- Пітерборо : Українська католицька церква святої Ольги, Нова дорога, Вудстон
- Вулвергемптон : Українська Католицька Церква Святих Володимира і Ольги, Меррідейл Стріт Вест §

### Північ
- Ештон-андер-Лайн[en] : церква Святого Павла, Ештон-андер-Лайн, Стоктон-роуд (обслуговується з Олдема, Великий Манчестер)
- Рочдейл : Українська Католицька Церква Святої Марії та Святого Якова, Вордлворт, 328 Йоркшир Стріт §
- Болтон : Українська Католицька Церква Всіх Святих, вулиця Всіх Святих §
- Блекберн : Церква Святого Албана, Лінгард Терас (подається з Болтона)
- Бредфорд : Українська Католицька Церква Пресвятої Трійці та Матері Божої Почаєрської, Вілмер-Роуд, Бредфорд § (обслуговують Отці Василіани з резидентними Сестрами Служебницями Непорочної Марії)
- Дьюсбері[en] : Богоматері та Святого Павліна, Хаддерсфілд-роуд (обслуговується з Бредфорда )
- Манчестер : Українська католицька церква святої Марії, Cheetham Hill Road[2]
- Манчестер : Успіння Богоматері, Бері Олд Роуд, Солфорд[en] §
- Олдхем : Св. Петра і Павла та Всіх Святих Українська Католицька Церква § (Верб. Богдан-Веніамін Лисиканич, D Litt, Phd, Syncellus

## Уельс
- Кардіфф : Парафія святого Теодора Тарсуського в Святому Катберті, вулиця Померой[3]
- Свонсі : Парафія святого Теодора Тарсуського в соборі Святого Петра, Моррістон

## Шотландія
- Лейт[en] : Українська католицька церква святого Андрія, вул. Далмені

## Дивіться також
- Українська греко-католицька церква